# جيمي روبسون (لاعب كرة قدم)
جيمي روبسون (بالإنجليزية: Jamie Robson)‏ (19 ديسمبر 1997 في المملكة المتحدة - ) هو لاعب كرة قدم بريطاني في مركز الظهير. لعب مع نادي رينجرز.

## وصلات خارجية
- جيمي روبسون على موقع قاعدة بيانات كرة القدم.إي يو (الإنجليزية)
- جيمي روبسون على موقع Soccerbase.com (لاعب) (الإنجليزية)
- جيمي روبسون على موقع Soccerway.com (الإنجليزية)
- جيمي روبسون على موقع عالم كرة القدم.نت (الإنجليزية)